# Ahyeon-dong
Ahyeon-dong (koreanska: 아현동) är en stadsdel i stadsdistriktet Mapo-gu i Sydkoreas huvudstad Seoul.